# اصل جارمن-بل

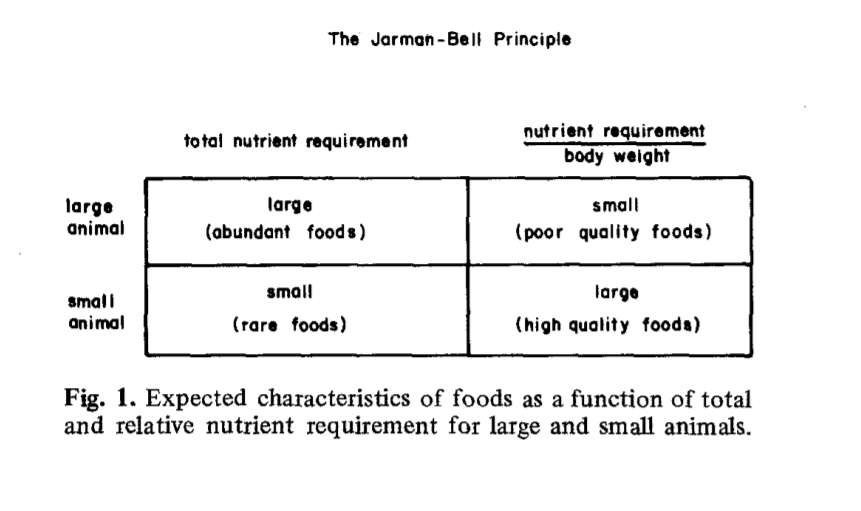
ویژگی‌های مورد انتظار در جانوران بزرگ و کوچک بر اساس اصل ژرمن بل جدول‌بندی شده‌است. نگاره توسط استیون جی سی گولین.

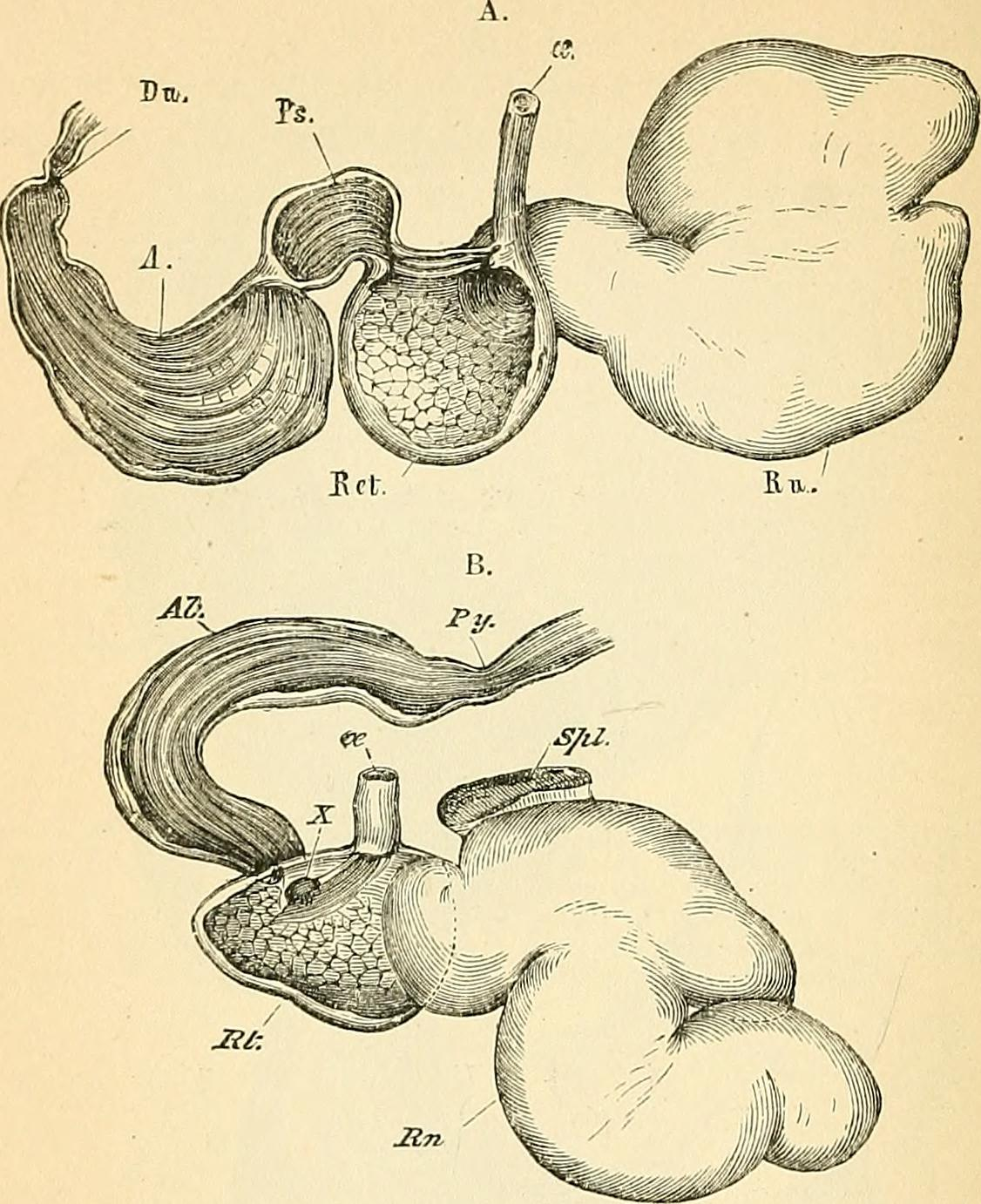

اصل جارمن-بل (به انگلیسی: Jarman–Bell principle) مفهومی در بوم‌شناسی است که کیفیت غذای مصرفی یک گیاه‌خوار با افزایش اندازه گیاه‌خوار کاهش می‌یابد، اما مقدار چنین غذایی برای مقابله با غذاهای بی‌کیفیت افزایش می‌یابد. با دیدن ویژگی‌های رشدسنجی (پوسته‌پوسته شدن غیرخطی) گیاه‌خواران عمل می‌کند. این اصل توسط پی.جی. جارمن (1968) و Rآر. اچ.وی. بِل (1971) ابداع شد.